# Ste-Thumette (Penmarch)

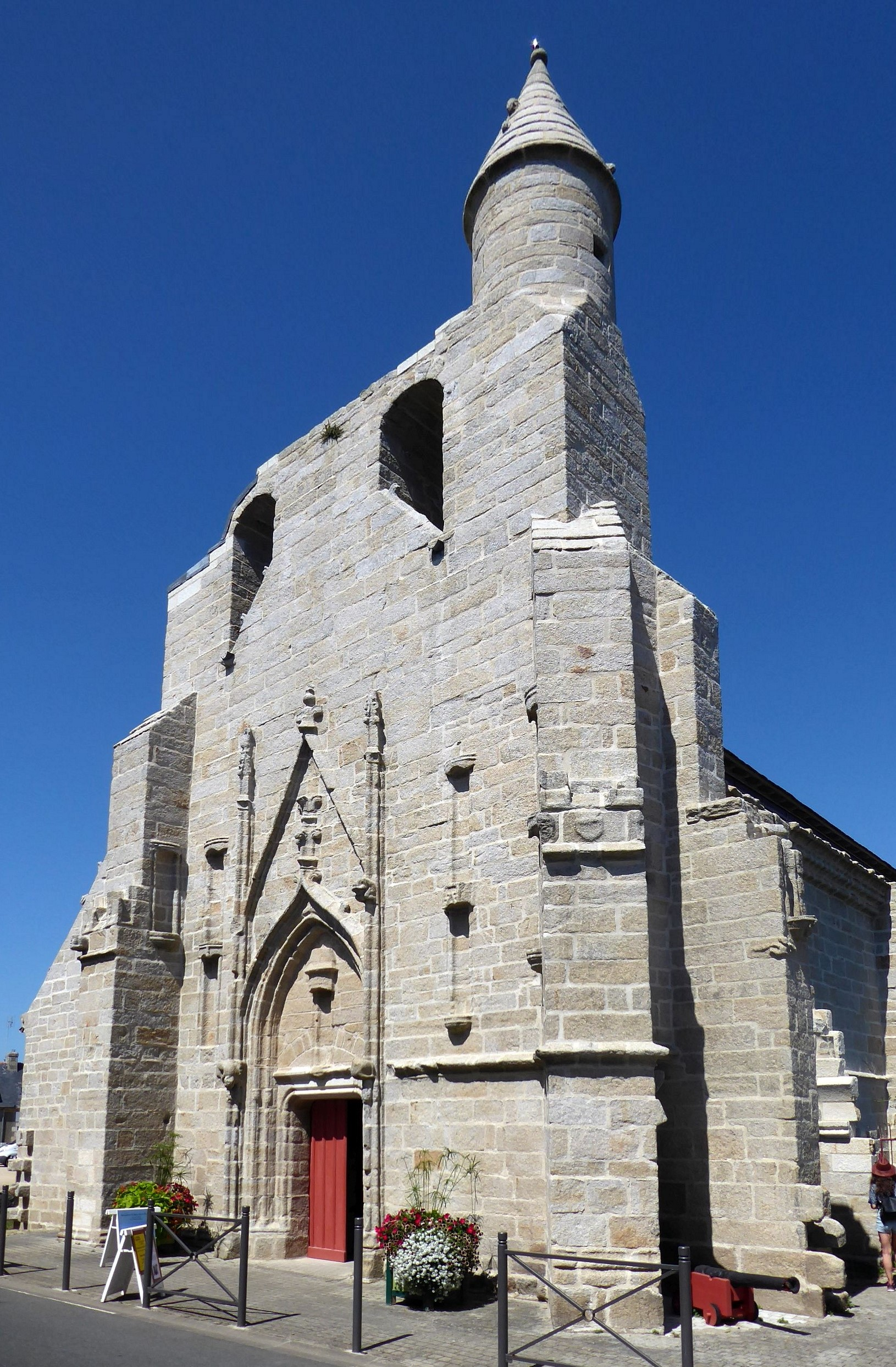
Ste.Thumette, Blick zur Westfassade

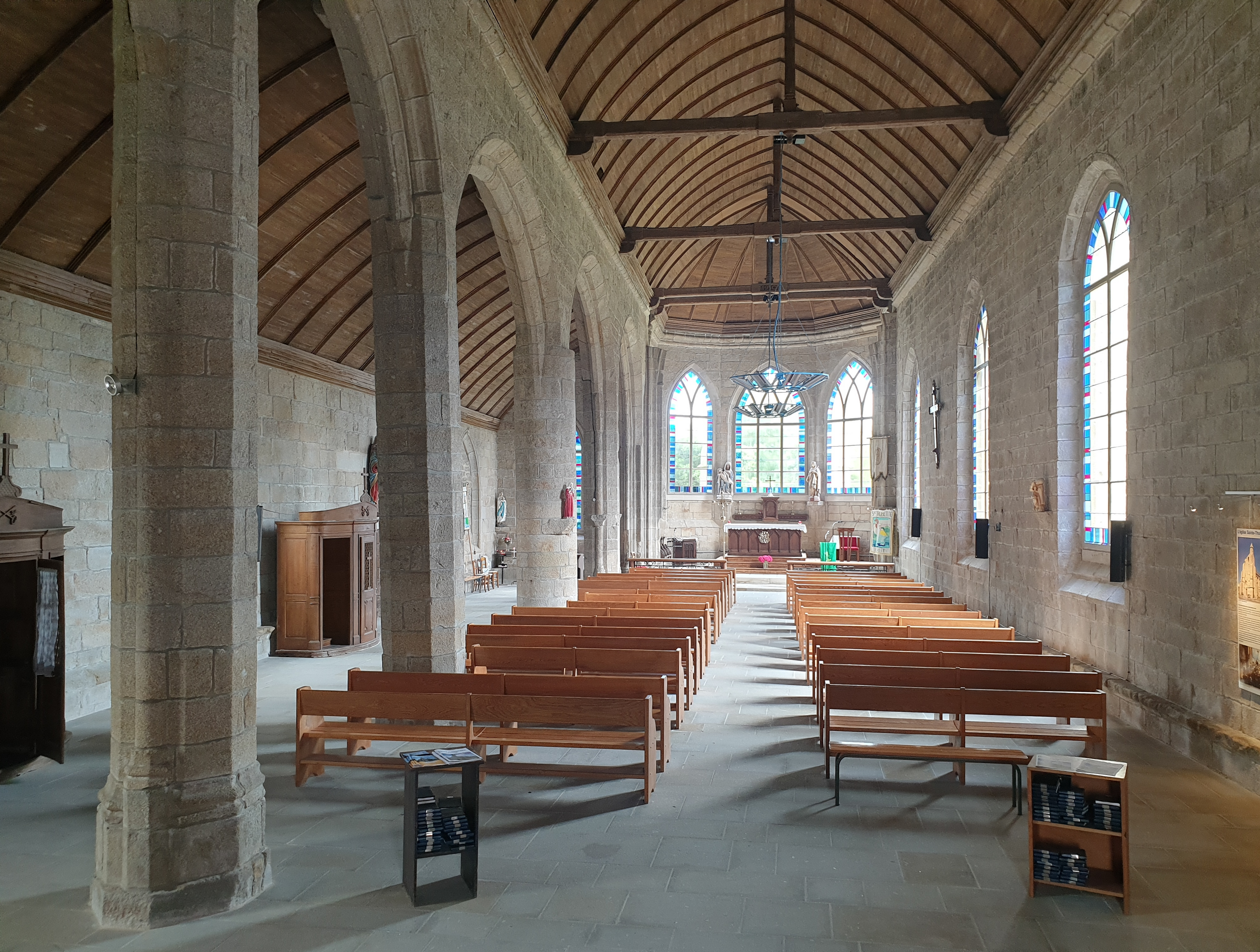
Inneres nach Osten

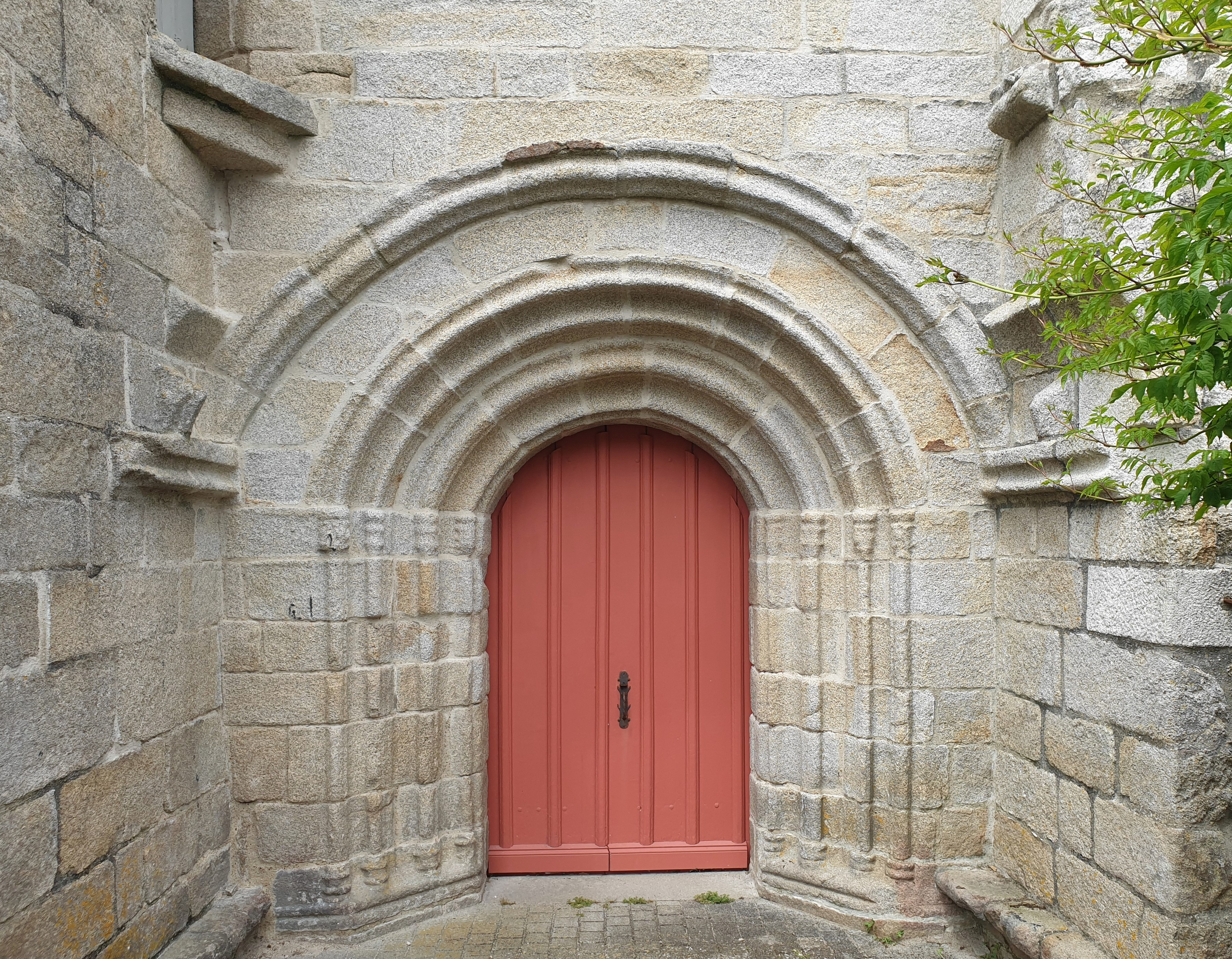
Romanisches Südportal

Ste-Thumette ist eine römisch-katholische Kirche in  Kérity, einem Ortsteil von Penmarch in der Bretagne. Die Kirche ist seit 1916 als Monument historique klassifiziert.

## Geschichte
Die zu Ehren der bretonischen Lokalheiligen Thumette, einer der 11.000 Jungfrauen, geweihte Kirche geht auf einen um das Jahr 1200 entstandenen Vorgängerbau im Stil der Romanik zurück, von dem sich Teile der Langhauspfeiler und ein Portal an der Südseite erhalten haben. Dieser Bau war möglicherweise identisch mit der in Kérity urkundlich genannten Kapelle St-Jean, die sich im Besitz des Johanniterordens befand und die so später das Patrozinium hin zur heiligen Thumette gewechselt hätte.
Die heutige Kirche wurde unter Einbeziehung älterer Teile im 16. Jahrhundert im Stil der Flamboyantgotik errichtet und besitzt über der Westfassade den für die Region typischen Glockengiebel. Im Zuge der Französischen Revolution wurde die Kirche aufgegeben und zur Ruine. Der Glockengiebel stürzte 1808 ein.
Durch bischöfliche Anordnung vom 8. März 1949 wurde Ste-Thumette wieder für den gottesdienstlichen Gebrauch hergerichtet und schließlich am 3. Juni 1951 erneut geweiht.
Im Anschluss an eine Nachbarschaftsfeier gründete sich im Jahr 2010 der Förderverein Tunvezh um den Erhalt der baulich im schlechten Zustand befindlichen Kirche zu ermöglichen. 2016 begann die Sanierung des Gebäudes. Die Initiative gewann einen Förderpreis. Die Kirche wird auch für Ausstellungen, Konzerte und Konferenzen genutzt. Eine hölzerne Statue aus dem 18. Jahrhundert in der Kirche, die Jungfrau mit Kind darstellend, ist als Einzelobjekt als Monument historique eingestuft.